# LBOB-250 Sz

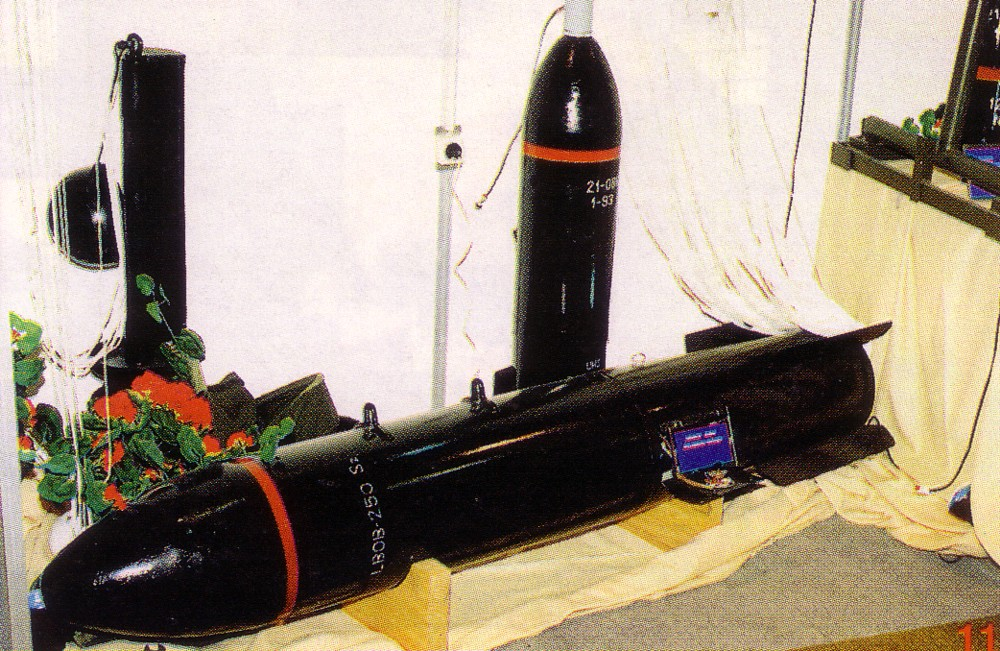
LBOB-250 Sz wystawiona na targach uzbrojenia MSPO 93 w Kielcach

LBOB-250 Sz – polska hamowana bomba odłamkowo-burząca wagomiaru 250 kg. Stosuje się w nich zapalnik LUZE-90. Używa się jej w samolotach Su-22M4.